# グランドロッジ (競走馬)
グランドロッジ (Grand Lodge) は、アメリカで産まれ、現役時代はイギリスで調教を受けた競走馬である。種牡馬としてはアイルランドとオーストラリアで供用されていた。

## 経歴

### 競走馬時代
1993年、デビューを果たし、イギリスの2歳最強馬決定戦であるデュハーストステークスを制した。
1994年、2000ギニーで2着となり、その後セントジェイムズパレスステークスを制した。その後は古馬と同じレースを走りチャンピオンステークスで2着になるなど好走したが勝利することはなくこの年限りで引退した。

### 種牡馬時代
1995年、アイルランドのクールモアスタッドで種牡馬となり、オーストラリアのウッドランズスタッドにもシャトルされた。
2003年、12月23日にシャトル先のオーストラリアのウッドランズスタッドで左膝を骨折した影響で死亡し、ウッドランズスタッドに埋葬された。

## 主な産駒
- Indian Lodge（1996年生、2000年ムーラン・ド・ロンシャン賞、フォレ賞）
- Sinndar（1997年生、1999年ナショナルステークス、2000年エプソムダービー、アイリッシュダービー、凱旋門賞）
- Grandera（1998年生、2002年アイルランドチャンピオンステークス、プリンスオブウェールズステークス、シンガポール航空国際カップ）
- Queen's Logic（1999年生、2001年チェヴァリーパークステークス）
- シンボリグラン（2002年生、2005年CBC賞）
- Shamdala（2002年生、2006年ミラノ大賞）
- Grand Couturier（2003年生、2007-2008年ソードダンサーインビテーショナルハンデキャップ、2008年ジョーハーシュ・ターフクラシック招待）

## 血統表
| グランドロッジの血統ダンジグ系 / Somethingroyal 4×4=12.50% | グランドロッジの血統ダンジグ系 / Somethingroyal 4×4=12.50% | グランドロッジの血統ダンジグ系 / Somethingroyal 4×4=12.50% | （血統表の出典）         | （血統表の出典）  |
| 父 Chief's Crown 1982 鹿毛                                 | 父の父Danzig 1977 鹿毛                                     | Northern Dancer                                            | Nearctic                 | Nearctic          |
| 父 Chief's Crown 1982 鹿毛                                 | 父の父Danzig 1977 鹿毛                                     | Northern Dancer                                            | Natalma                  |                   |
| 父 Chief's Crown 1982 鹿毛                                 | 父の父Danzig 1977 鹿毛                                     | Pas de Nom                                                 | Admiral's Voyage         | Admiral's Voyage  |
| 父 Chief's Crown 1982 鹿毛                                 | 父の父Danzig 1977 鹿毛                                     | Pas de Nom                                                 | Petitioner               |                   |
| 父 Chief's Crown 1982 鹿毛                                 | 父の母Six Crowns 1976                                      | Secretariat                                                | Bold Ruler               | Bold Ruler        |
| 父 Chief's Crown 1982 鹿毛                                 | 父の母Six Crowns 1976                                      | Secretariat                                                | Somethingroyal           |                   |
| 父 Chief's Crown 1982 鹿毛                                 | 父の母Six Crowns 1976                                      | Chris Evert                                                | Swoon's Son              | Swoon's Son       |
| 父 Chief's Crown 1982 鹿毛                                 | 父の母Six Crowns 1976                                      | Chris Evert                                                | Miss Carmie              |                   |
| 母 La Papagena 1983 鹿毛                                   | 母の父Habitat 1966                                         | Sir Gaylord                                                | Turn-to                  | Turn-to           |
| 母 La Papagena 1983 鹿毛                                   | 母の父Habitat 1966                                         | Sir Gaylord                                                | Somethingroyal           |                   |
| 母 La Papagena 1983 鹿毛                                   | 母の父Habitat 1966                                         | Little Hut                                                 | Occupy                   | Occupy            |
| 母 La Papagena 1983 鹿毛                                   | 母の父Habitat 1966                                         | Little Hut                                                 | Savage Beauty            |                   |
| 母 La Papagena 1983 鹿毛                                   | 母の母Magic Flute 1968                                     | Tudor Melody                                               | Tudor Minstrel           | Tudor Minstrel    |
| 母 La Papagena 1983 鹿毛                                   | 母の母Magic Flute 1968                                     | Tudor Melody                                               | Matelda                  |                   |
| 母 La Papagena 1983 鹿毛                                   | 母の母Magic Flute 1968                                     | Filigrana                                                  | Niccolo Dell'Arca        | Niccolo Dell'Arca |
| 母 La Papagena 1983 鹿毛                                   | 母の母Magic Flute 1968                                     | Filigrana                                                  | Gamble In Gold F-No.14-b |                   |